# パウォン寺院
パウォン寺院（パウォンじいん、チャンディ・パウォン、ジャワ語: ꦕꦤ꧀ꦝꦶꦥꦮꦺꦴꦤ꧀, Candhi Pawon、尼: Candi Pawon）は、インドネシア中部ジャワ州マゲラン県ムンキッドにある仏教寺院であり、パオン寺院とも記される。1991年にボロブドゥール寺院遺跡群として国際連合教育科学文化機関（ユネスコ、UNESCO）の世界遺産（文化遺産）に登録された仏教寺院遺跡の1つである。西にあるボロブドゥール寺院（約2km）と東にあるムンドゥット寺院（約1km）という2つの仏教寺院遺跡の間に位置し、シャイレーンドラ朝（8-9世紀）の時代に建立された3寺院は互いに関連性をもつ。

## 位置

仏教寺院であるボロブドゥール寺院、パウォン寺院、ムンドゥット寺院の3寺院が一直線上に位置する

パウォン寺院は、ボロブドゥール寺院の東1.75キロメートル (1.755km、1.09mi)、ムンドゥット寺院の西1.15キロメートル (1.165km、0.71mi) に位置し、その間に流れるプロゴ川（尼: Kali Progo）の西約150メートルにある。3つの寺院は一直線上にあり、これらの寺院が結びつく象徴的な意味があることが示唆され、かつてこの直線上に参道があったとされるが、証拠となる痕跡は発見されていない。
優美な浮彫りにより装飾され、ジャワの宝石と称されるパウォン寺院は、おそらくボロブドゥール寺院の付属寺院であったとされ、ボロブドゥール寺院に上行する前に心を清めるためにあったともいわれている。一方で、巡礼者は財宝を授ける神などが描かれた寺院に、世俗的な願いがかなうよう礼拝したのではないかともいわれるなど、この寺院のもつ宗教的意義については諸説あり定かではない。
今日、5月ないし6月の満月にあたる日に、インドネシアの仏教徒がムンドゥット寺院からパウォン寺院を経てボロブドゥール寺院に至るおよそ4キロメートルの道のりを歩いて参拝するウェーサーカ祭の祭祀が、毎年執り行なわれる。

## 歴史

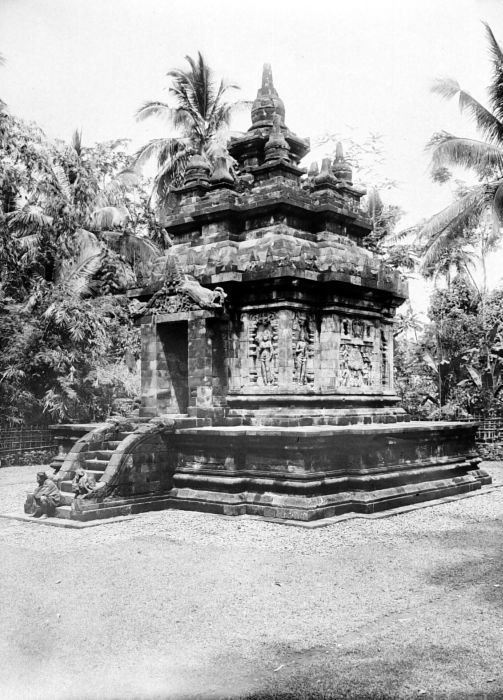
パウォン寺院
（1900年）

3寺院は西暦800年頃、ほぼ同じ時代に建立されたものと捉えられるが、彫刻の装飾と様式から見て、パウォン寺院はムンドゥット寺院とともにボロブドゥール寺院よりやや古く、パウォン寺院は8世紀末に建立されたものと考えられる。
その仏教祠堂のかつての名称は不明であるが、パウォン (Pawon) はジャワ語で「台所」（英: ‘kitchen’）の意であり、その語は awu（「灰」〈英: ‘ash’、‘dust’〉の意）という基語による。「灰」を意味する語との関連において、この寺院はおそらく王の埋葬場所または埋葬殿として建立されたものであろうと考えられる。Pawon は pawuan（Per-awu-an、「灰を包含する場所」の意）に由来し、火葬による王の遺灰を納める聖堂を示唆する。また、地元の住人はこの寺院をその村名により Bajranalan (Brajanalan, Brodjonalan) とも呼称する。Bajranalan はサンスクリット語の Vajra（バジュラ、金剛杵〈雷またはそれをかたどる仏教の法具〉）および Anala （火、炎）に由来するといわれる。
ここに埋葬された人物が誰であったかはいまだ不明であるが、オランダの考古学者ドゥ・カスパリス (J. G. de Casparis) は、シャイレーンドラ朝のサマラトゥンガ王の父王インドラ（ダラニンドラ〈782-812年頃〉）であるとしている。
パウォン寺院は、ムンドゥット寺院の修復（1896-1904年）とともにクロムらにより、20世紀初頭の1903年に修復された。しかしその修復において、本来の意匠に準拠しているか疑わしい部分（頂部など）もあるといわれた。

## 構造
寺院は西向きで、わずかに北西側となる西北西を向いている。東西9.3メートル、南北9.4メートル、高さ1.5メートルとなる方形の基壇の上に建ち、西側の入口の上部と階段の両側には、典型的なジャワ寺院遺跡によく見られるカーラ・マカラ (Kala-Makara) の彫刻により装飾されている。

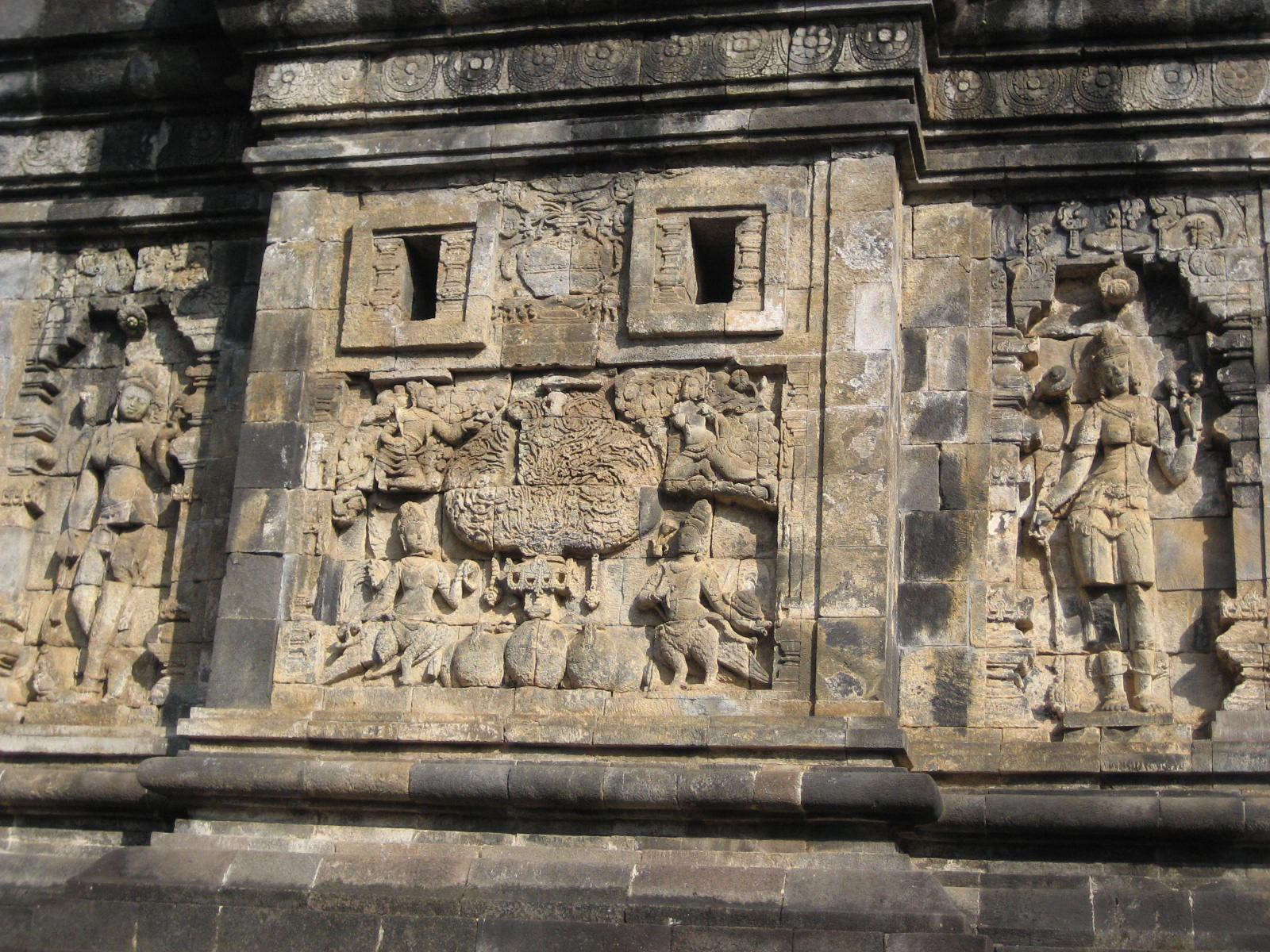
外壁に装飾されたカルパタルの樹（如意樹）などが見られる浮彫り

パウォン寺院の壁体部は5.5メートル四方の曲折した方形で、入口を挟む両側の壁龕には富神（財宝の神）クベーラ（梵: Kubēra、尼: Kuwera、毘沙門天〈パーンチカ、梵: Pañcikaとも〉）の像があるが、片側の像は失われている。その外壁には、ハーリティー（梵: Hārītī、訶梨帝母〈鬼子母神〉）、ボーディサッタ（ボーディサットバ、梵: bodhisattva、菩薩）やターラー（梵: tārā、多羅菩薩）の浮彫りが彫られており、また、カルパタルの樹（カルパヴリクシャ、如意樹）の浮彫りの下には3つの宝壺が置かれ、両側の上方に天人ガンダルヴァと天女アプサラスが飛翔し、下方にはキンナラ（緊那羅）・キンナリ（尼: Kinnara-Kinnari) が見られる。また、壁体上部にはおそらく換気のために設けられた一対の小窓がある。祠堂内の2.6メートル四方となる正方形の内陣 (Cella) は空であるが、かつては1体の像が安置されていた。その像はボーディサッタ（尼: Bodhisatwa、菩薩）であったと考えられる。
屋蓋（屋根）部には、5つの小形の仏塔（ストゥーパ）と4つの小さな塔形飾り（宝冠、ラトナ、梵: rátna）がある。その寺院の装飾は、分かりやすく対称性を見せて調和をなしていることから、この小規模な寺院は「ジャワ寺院建築の宝石」と称され、シンガサリ後期からマジャパヒトの時代に見られるような高く細い東ジャワの様式と対照的なものである。